# Distrito de Paras
El distrito de Paras es uno de los seis distritos de la provincia de Cangallo, situada en el departamento de Ayacucho, en el Perú.

## Historia
El distrito fue creado en los primeros años de la República.

## Economía
Su economía se basa en la agricultura incipiente y la ganadería. Actualmente se encuentra en un proceso de desarrollo, destacando la carretera de integración que une los distritos de Totos, Vilcanchos y Paras, extendiéndose desde Espite hasta Lloqllasqa: este es un centro poblado menor de reciente creación que, desde el momento en que se ha construido la carretera, viene compenetrándose con el pueblo de Paras. Existe la propuesta de que Paras se convierta en una provincia y Lloqllasqa quede como un distrito de dicha provincia.

## Capital
Su capital es la localidad de Paras, situada a 172 kilómetros de la ciudad de Ayacucho, sobre los 3 342 m s. n. m. Es cuna de la heroína María Parado de Bellido. 

## División administrativa

### Centros poblados
- Urbanos
  - Paras, con 638 hab.
  - Ccarhuaccocco, con 423 hab.
- Rurales
  - Ccarhuacc Licapa, con 426 hab.
  - Chalana, con 250 hab.
  - Iglesiahuasi, con 499 hab.
  - Santa Rosa, con 188 hab.

## Autoridades

### Municipales
- 2023 - 2026[1]
  - Alcalde: Carlos Jayo Choque, del Movimiento Regional Agua.
  - Regidores:

  1. Marklin Humani Felices (Movimiento Regional agua)
  2. Edgar Torres Contreras  (Movimiento Regional agua)
  3. Ester Miranda Rodriguez (Movimiento Regional Agua)
  4. Erasmo Candiote Tacuri(Movimiento Regional Agua)
  5. Mardonio Jayo Sulca (Wari Llaqta)

## Atractivos turísticos
Cuenta con zonas turísticas sin explorar como aguas termales de Niñobamba, Maukallaqta donde habitaban los preincaicos, que está situado entre las comunidades de Chauchura, San Isidro y otro que queda en la comunidad de Wichinka. Las Salinas utilizado desde tiempos remotos por el pueblo de paras que está situado en las riberas del río Pampas en la comunidad de Santa Rosa y el cerro de Portuguesa que está cubierta de nieve casi todo el año.
Otra zona turística sin explorar es el río pampas y sus afluentes, también tenemos la laguna de Yanaccocha que abunda la crianza de trucha, la laguna de Huatay que tiene 3 salidas sin descubrir el por qué de esas salidas, el río de Desaguadero que se conecta al río pampas y los bosques quinuales como son: Auccaylla, Garhuanta, Yaccocha y Yanomarca son faunas silvestres que pertenece al Centro Poblado de Ccarhuaccocco.
Asimismo, se cuenta con el Bosque de Titankas más conocido como las puyas de Raymundi en lugar llamado Condor Huachana, todo ello está situado en el Centro Poblado de Vista Alegre de Ccarhuaccocco situado al oeste del Distrito de Paras y cuenta con carretera propia casi todos los días desde Ayacucho y pasa hasta la comunidad de Hurancancha cruzando el río Pampas.